# La Thị Tám
La Thị Tám (sinh vào tháng 10 năm 1949 tại xã Vĩnh Lộc, huyện Can Lộc, tỉnh Hà Tĩnh) là một nữ Anh hùng lực lượng vũ trang nhân dân trong cuộc kháng chiến chống Mỹ, là nguyên mẫu nữ nhân vật trong bài hát "Người con gái sông La" của nhạc sĩ Doãn Nho.
Năm 1967, lúc vừa tròn 18 tuổi, La Thị Tám gia nhập đội thanh niên xung phong và được biên chế vào đơn vị chủ lực Đại đội 2- Giao thông vận tải từ tháng 12-1967 đến tháng 8-1968, đóng tại xã Đồng Lộc. Bà được giao nhiệm vụ đứng trên một quả đồi cao, phía trái của ngã ba Đồng Lộc vào những lúc máy bay Mỹ ném bom để đếm số lượng bom kẻ thù trút xuống. Sau khi máy bay Mỹ vừa đi là La Thị Tám chạy xuống cắm tiêu đánh dấu cho công binh đến phát nổ. Suốt 200 ngày đêm ròng rã, bà đã đếm và cắm tiêu được một số lượng bom lớn lên đến: 1205 quả. Ngày 22 tháng 12 năm 1969, bà được Chủ tịch nước phong tặng danh hiệu Anh hùng lực lượng vũ trang nhân dân khi mới 20 tuổi.
Sau chiến tranh,  bà về quê hương lập gia đình rồi chuyển về làm việc ở Đảng uỷ cơ quan dân chính Đảng cấp tỉnh. Bà kết hôn với một sĩ quan hải quân.
Năm 1970, nhạc sĩ Doãn Nho đã viết ca khúc Người con gái sông La (dựa trên lời thơ Phương Thúy) lấy từ hình ảnh La Thị Tám và 10 cô gái Ngã ba Đồng Lộc.